# Brad Dean
Bradley Scott Dean, detto Brad (12 gennaio 1953), è un ex cestista e allenatore di pallacanestro statunitense.

## Carriera
Dal 2003 al 2016 è stato l'allenatore dell'Okapi Aalstar in Ligue Ethias. Nel 2010 è stato nominato alla guida della Svezia.

## Palmarès
- Campionato svedese: 2

Plannja Basket: 1996-97, 1998-99